# Erik Bottcher
Erik Bottcher (sinh ngày 9 tháng 5 năm 1980) là một chính khách người Mỹ đến từ Thành phố New York. Anh là thành viên đảng Dân chủ tại khu vực 3 của Hội đồng Thành phố New York, bao gồm các khu vực lân cận Làng Greenwich, Chelsea, và Hell's Kitchen.

## Đầu đời và giáo dục
Bottcher được nuôi dưỡng ở Wilmington, New York, một thị trấn nhỏ ở Khối núi Adirondack nằm bên ngoài Hồ Placid. Cha mẹ anh sở hữu và điều hành một nhà nghỉ chuyên câu cá bằng ruồi có tên là “The Hungry Trout.”
Khi ở tuổi vị thành niên, Bottcher bị trầm cảm và đấu tranh để chấp nhận xu hướng tính dục của mình. Năm 15 tuổi và sau nhiều lần định tự tử, anh được đưa vào Bệnh viện Four Winds, một cơ sở chăm sóc sức khỏe tâm thần ở Saratoga Springs, New York. 
Sau khi tốt nghiệp Trường Trung học Lake Placid, Bottcher viết một bức thư ngỏ gửi đến ban giám hiệu chia sẻ kinh nghiệm của mình đối với sự bắt nạt mà anh phải chịu đựng ở trường và lý do tại sao khu học chánh cần phải làm nhiều hơn nữa để bảo vệ học sinh của họ. Ngay sau đó, khu học chánh đã thêm “Xu hướng Tính dục” vào chính sách không phân biệt đối xử. Những kinh nghiệm ban đầu này thường được Bottcher cho là khởi đầu cho hoạt động chính trị của anh.
Anh nhận bằng Cử nhân Văn học tại Đại học George Washington.

## Đời tư
Bottcher sống ở Chelsea. Anh là người đồng tính và từng công khai về đấu tranh của mình với việc tự tử khi anh còn là một học sinh trung học khép kín.